# Tatiana Tolstoï
Pour les articles homonymes, voir Tolstoï et Tolstoï (homonymie).
Tatiana Nikititchna Tolstoï (ou Tolstaïa, Татья́на Ники́тична Толста́я), née le 3 mai 1951 à Léningrad (URSS), est une femme de lettres et animatrice de télévision russe.

## Biographie
Fille de Nikita Alekseïevitch Tolstoï, un physicien soviétique, chef de département de l'Université ITMO, Tatiana Tostaïa nait à Léningrad et passe son enfance dans un immeuble sur les bords de la Karpovka appelé la Maison de Lensoviet. Elle a six frères et sœurs.
Après ses études secondaires Tatiana Tolstaïa étudie la philologie classique à l'Université d'État de Saint-Pétersbourg dont elle sort diplômée en 1974. La même année elle épouse le philologue-helléniste Andreï Lebedev et part avec lui vivre à Moscou. Elle travaille dans les éditions Nauka jusqu'en 1983, l'année où elle fait ses premiers pas en tant qu'écrivain et critique littéraire, en publiant un article intitulé Avec colle et ciseaux (Клеем и ножницами) dans le magazine Voprosy literatoury (Вопросы литературы, 1983, no 9).
On lui doit la reconnaissance officielles par la censure soviétique du roman L'École des idiots de Sasha Sokolov dont elle plaide la cause auprès du comité de rédaction du magazine Ogonek ce qui aboutit à la parution de quelques extraits du roman, avec l'introduction de Tolstaïa, en août 1988.
Dans les années 1990, elle travaille plusieurs mois par an aux Etats-Unis, notamment comme professeur à Skidmore College (Saratoga Springs). Elle collabore également avec The New York Review of Books et The New Yorker. En tant que journaliste elle tient la rubrique Svoïa Kolokolnia (Своя колокольня qui signifie littéralement « Son propre clocher » en français) dans Moscow News depuis 1991. En 1999, elle rentre définitivement en Russie.
Son œuvre la plus connue est le roman dystopique Le Slynx publié en 2000, dont l'action se déroule dans le monde après une explosion nucléaire. Il a reçu le prix Triomphe. L'œuvre de Tatiana Tolstoï, dont Aime-n'aime pas, L’Okkervil, Le Jour, La Nuit, Le Raisin sec, Cercle, Murs blancs, est traduite en de nombreuses langues.
Sa popularité s'est encore accrue en 2002, lorsqu'elle se met à présenter l'émission télévisée hebdomadaire L'École de la médisance sur Rossiya K. Cette émission qu'elle coprésente avec la réalisatrice Avdotia Smirnova et dont le nom est volontairement emprunté à une pièce de Richard Brinsley Sheridan s'organise en tant que talk-show autour de l'image et de la personnalité d'une personnalité publique invitée (2002-2014).
L’émission est ponctué par quelques conflits entre les invités et les présentatrices. Ainsi le journaliste Leonid Parfionov et l'artiste Alexandre Chilov quittent le plateau de tournage. L'émission remporte le prix TEFI dans la catégorie Talk-show en 2003. En 2004, les deux présentatrices sont nommées pour un TEFI du meilleur interview, mais le prix est finalement remporté par Vladimir Pozner.
En 2011, Tatiana Tolstaïa est entrée dans le palmarès des « Cent femmes les plus influentes de Russie », élaboré par la station de radio Écho de Moscou, l'agence d'information RIA Novosti, Interfax et le magazine Ogoniok.

## Vie privée
Tatiana Tolstaïa est l'épouse de l'helléniste Andreï Lebedev dont elle a deux fils, Artemy (designer) et Alexeï (photographe à New York). Elle est la fille du physicien Nikita Tolstoï et la petite-fille de l'écrivain Alexis Tolstoï.

## Œuvres
- Le Slynx (traduit du russe par Christophe Glogowski). Paris : Robert Laffont — Pavillons, 2002, 414 p.  (ISBN 978-2-221-09458-7)